# Volta a la Comunitat Valenciana 2023
74. ročník etapového cyklistického závodu Volta a la Comunitat Valenciana se konal mezi 1. a 5. únorem 2023 ve španělském Valencijském společenství. Celkovým vítězem se stal Portugalec Rui Costa z týmu Intermarché–Circus–Wanty. Na druhém a třetím místě se umístili Ital Giulio Ciccone (Trek–Segafredo) a Brit Tao Geoghegan Hart (Ineos Grenadiers). Závod byl součástí UCI ProSeries 2023 na úrovni 2.Pro.

## Týmy
Závodu se zúčastnilo 10 z 18 UCI WorldTeamů a 9 UCI ProTeamů. Všechny týmy nastoupily na start se sedmi závodníky kromě týmu Trek–Segafredo s pěti jezdci. Mikkel Bjerg (UAE Team Emirates) se nepostavil na start 1. etapy, závod tak odstartovalo 130 jezdců. Do cíle ve Valencii dojelo 97 z nich.
UCI WorldTeamy
- Astana Qazaqstan Team
- Bora–Hansgrohe
- Ineos Grenadiers
- Intermarché–Circus–Wanty
- Movistar Team
- Team Bahrain Victorious
- Team Jayco–AlUla
- Team Jumbo–Visma
- Trek–Segafredo
- UAE Team Emirates

UCI ProTeamy
- Burgos BH
- Caja Rural–Seguros RGA
- Equipo Kern Pharma
- Euskaltel–Euskadi
- Green Project–Bardiani–CSF–Faizanè
- Human Powered Health
- Q36.5 Pro Cycling Team
- Team Flanders–Baloise
- Uno-X Pro Cycling Team

## Trasa a etapy
| Etapa         | Datum         | Trasa                             | Vzdálenost | Typ      | Typ           | Vítěz                    |
| ------------- | ------------- | --------------------------------- | ---------- | -------- | ------------- | ------------------------ |
| 1             | 1. února      | Orihuela – Altea                  | 189,4 km   |          | Zvlněná etapa | Biniam Girmay (ERI)      |
| 2             | 2. února      | Novelda – Alto del Pino           | 178,2 km   |          | Horská etapa  | Giulio Ciccone (ITA)     |
| 3             | 3. února      | Bétera – Sagonte                  | 145,1 km   |          | Zvlněná etapa | Simone Velasco (ITA)     |
| 4             | 4. února      | Burriana – Alto de la Cueva Santa | 181,6 km   |          | Horská etapa  | Tao Geoghegan Hart (GBR) |
| 5             | 5. února      | Paterna – Valencie                | 93,2 km    |          | Zvlněná etapa | Rui Costa (POR)          |
| Celková délka | Celková délka | Celková délka                     | 787,5 km   | 787,5 km | 787,5 km      | 787,5 km                 |

## Průběžné pořadí
| Etapa          | Vítěz              | Celkové pořadí | Bodovací soutěž | Vrchařská soutěž  | Soutěž mladých jezdců | Soutěž týmů       |
| -------------- | ------------------ | -------------- | --------------- | ----------------- | --------------------- | ----------------- |
| 1              | Biniam Girmay      | Biniam Girmay  | Biniam Girmay   | Marc Soler        | Biniam Girmay         | Movistar Team     |
| 2              | Giulio Ciccone     | Giulio Ciccone | Giulio Ciccone  | Samuele Zoccarato | Anthon Charmig        | UAE Team Emirates |
| 3              | Simone Velasco     | Giulio Ciccone | Alex Aranburu   | Samuele Zoccarato | Anthon Charmig        | UAE Team Emirates |
| 4              | Tao Geoghegan Hart | Giulio Ciccone | Giulio Ciccone  | Samuele Zoccarato | Thomas Gloag          | UAE Team Emirates |
| 5              | Rui Costa          | Rui Costa      | Giulio Ciccone  | Samuele Zoccarato | Thomas Gloag          | UAE Team Emirates |
| Konečné pořadí | Konečné pořadí     | Rui Costa      | Giulio Ciccone  | Samuele Zoccarato | Thomas Gloag          | UAE Team Emirates |

- V 2. etapě nosil Olav Kooij, jenž byl druhý v bodovací soutěži, oranžový dres, protože lídr této klasifikace Biniam Girmay nosil žlutý dres vedoucího závodníka celkového pořadí. Ze stejného důvodu nosil Samuele Battistella, jenž byl třetí v soutěži mladých jezdců, bílý dres.
- Ve 3. etapě nosil Biniam Girmay, jenž byl druhý v bodovací soutěži, oranžový dres, protože lídr této klasifikace Giulio Ciccone nosil žlutý dres vedoucího závodníka celkového pořadí.
- V 5. etapě nosil Alex Aranburu, jenž byl druhý v bodovací soutěži, oranžový dres, protože lídr této klasifikace Giulio Ciccone nosil žlutý dres vedoucího závodníka celkového pořadí.

## Konečné pořadí
| Legenda | Legenda                         | Legenda | Legenda                               |
| ------- | ------------------------------- | ------- | ------------------------------------- |
|         | Označuje lídra celkového pořadí |         | Označuje lídra vrchařské soutěže      |
|         | Označuje lídra bodovací soutěže |         | Označuje lídra soutěže mladých jezdců |

### Celkové pořadí
| Pořadí | Jezdec                   | Tým                      | Čas         |
| ------ | ------------------------ | ------------------------ | ----------- |
| 1      | Rui Costa (POR)          | Intermarché–Circus–Wanty | 19h 10' 06" |
| 2      | Giulio Ciccone (ITA)     | Trek–Segafredo           | + 16"       |
| 3      | Tao Geoghegan Hart (GBR) | Ineos Grenadiers         | + 19"       |
| 4      | Pello Bilbao (ESP)       | Team Bahrain Victorious  | + 21"       |
| 5      | Alexandr Vlasov          | Bora–Hansgrohe           | + 25"       |
| 6      | Thomas Gloag (GBR)       | Team Jumbo–Visma         | + 34"       |
| 7      | Mikel Landa (ESP)        | Team Bahrain Victorious  | + 40"       |
| 8      | Brandon McNulty (USA)    | UAE Team Emirates        | + 45"       |
| 9      | Alex Aranburu (ESP)      | Movistar Team            | + 46"       |
| 10     | Carlos Rodríguez (ESP)   | Ineos Grenadiers         | + 46"       |

### Bodovací soutěž
| Pořadí | Jezdec                   | Tým                      | Body |
| ------ | ------------------------ | ------------------------ | ---- |
| 1      | Giulio Ciccone (ITA)     | Trek–Segafredo           | 60   |
| 2      | Rui Costa (POR)          | Intermarché–Circus–Wanty | 54   |
| 3      | Pello Bilbao (ESP)       | Team Bahrain Victorious  | 52   |
| 4      | Alex Aranburu (ESP)      | Movistar Team            | 42   |
| 5      | Alexandr Vlasov          | Bora–Hansgrohe           | 34   |
| 6      | Thomas Gloag (GBR)       | Team Jumbo–Visma         | 29   |
| 7      | Tao Geoghegan Hart (GBR) | Ineos Grenadiers         | 27   |
| 8      | Mikel Landa (ESP)        | Team Bahrain Victorious  | 26   |
| 9      | Brandon McNulty (USA)    | UAE Team Emirates        | 26   |
| 10     | José Joaquín Rojas (ESP) | Movistar Team            | 26   |

### Vrchařská soutěž
| Pořadí | Jezdec                     | Tým                                | Body |
| ------ | -------------------------- | ---------------------------------- | ---- |
| 1      | Samuele Zoccarato (ITA)    | Green Project–Bardiani–CSF–Faizanè | 40   |
| 2      | Javier Romo (ESP)          | Astana Qazaqstan Team              | 17   |
| 3      | Giulio Ciccone (ITA)       | Trek–Segafredo                     | 16   |
| 4      | Mulu Hailemichael (ETH)    | Caja Rural–Seguros RGA             | 16   |
| 5      | Alessandro De Marchi (ITA) | Team Jayco–AlUla                   | 15   |
| 6      | Alexandr Vlasov            | Bora–Hansgrohe                     | 14   |
| 7      | Tao Geoghegan Hart (GBR)   | Ineos Grenadiers                   | 12   |
| 8      | Lawson Craddock (USA)      | Team Jayco–AlUla                   | 11   |
| 9      | Joan Bou (ESP)             | Euskaltel–Euskadi                  | 10   |
| 10     | Simone Velasco (ITA)       | Astana Qazaqstan Team              | 10   |

### Soutěž mladých jezdců
| Pořadí | Jezdec                    | Tým                                | Čas         |
| ------ | ------------------------- | ---------------------------------- | ----------- |
| 1      | Thomas Gloag (GBR)        | Team Jumbo–Visma                   | 19h 10' 40" |
| 2      | Brandon McNulty (USA)     | UAE Team Emirates                  | + 11"       |
| 3      | Carlos Rodríguez (ESP)    | Ineos Grenadiers                   | + 12"       |
| 4      | Anthon Charmig (DEN)      | Uno-X Pro Cycling Team             | + 1' 54"    |
| 5      | Thymen Arensman (NED)     | Ineos Grenadiers                   | + 6' 25"    |
| 6      | Filippo Conca (ITA)       | Q36.5 Pro Cycling Team             | + 7' 44"    |
| 7      | Samuele Battistella (ITA) | Astana Qazaqstan Team              | + 14' 20"   |
| 8      | Alex Tolio (ITA)          | Green Project–Bardiani–CSF–Faizanè | + 15' 45"   |
| 9      | Pelayo Sánchez (ESP)      | Burgos BH                          | + 22' 18"   |
| 10     | Jon Barrenetxea (ESP)     | Caja Rural–Seguros RGA             | + 27' 11"   |

### Soutěž týmů
| Pořadí | Tým                      | Čas         |
| ------ | ------------------------ | ----------- |
| 1      | UAE Team Emirates        | 57h 32' 55" |
| 2      | Ineos Grenadiers         | + 17"       |
| 3      | Team Bahrain Victorious  | + 1' 47"    |
| 4      | Bora–Hansgrohe           | + 5' 01"    |
| 5      | Trek–Segafredo           | + 5' 38"    |
| 6      | Team Jumbo–Visma         | + 7' 50"    |
| 7      | Euskaltel–Euskadi        | + 9' 40"    |
| 8      | Movistar Team            | + 9' 43"    |
| 9      | Astana Qazaqstan Team    | + 11' 01"   |
| 10     | Intermarché–Circus–Wanty | + 11' 03"   |